# Madrid Tennis Grand Prix 1973
Il Madrid Tennis Grand Prix 1973 è stato un torneo di tennis giocato sulla terra rossa. È stata la 2ª edizione del Madrid Tennis Grand Prix che fa parte del Commercial Union Assurance Grand Prix 1973. Si è giocato a Madrid in Spagna dal 15 al 21 ottobre 1973.

## Campioni

### Singolare
Tom Okker ha battuto in finale  Jaime Fillol con il punteggio di 4–6, 6–3, 6–3, 7–5

### Doppio
Ilie Năstase /  Tom Okker hanno battuto in finale  Bob Carmichael /  Frew McMillan con il punteggio di 6–3, 6–0